# Ludwig von Weise

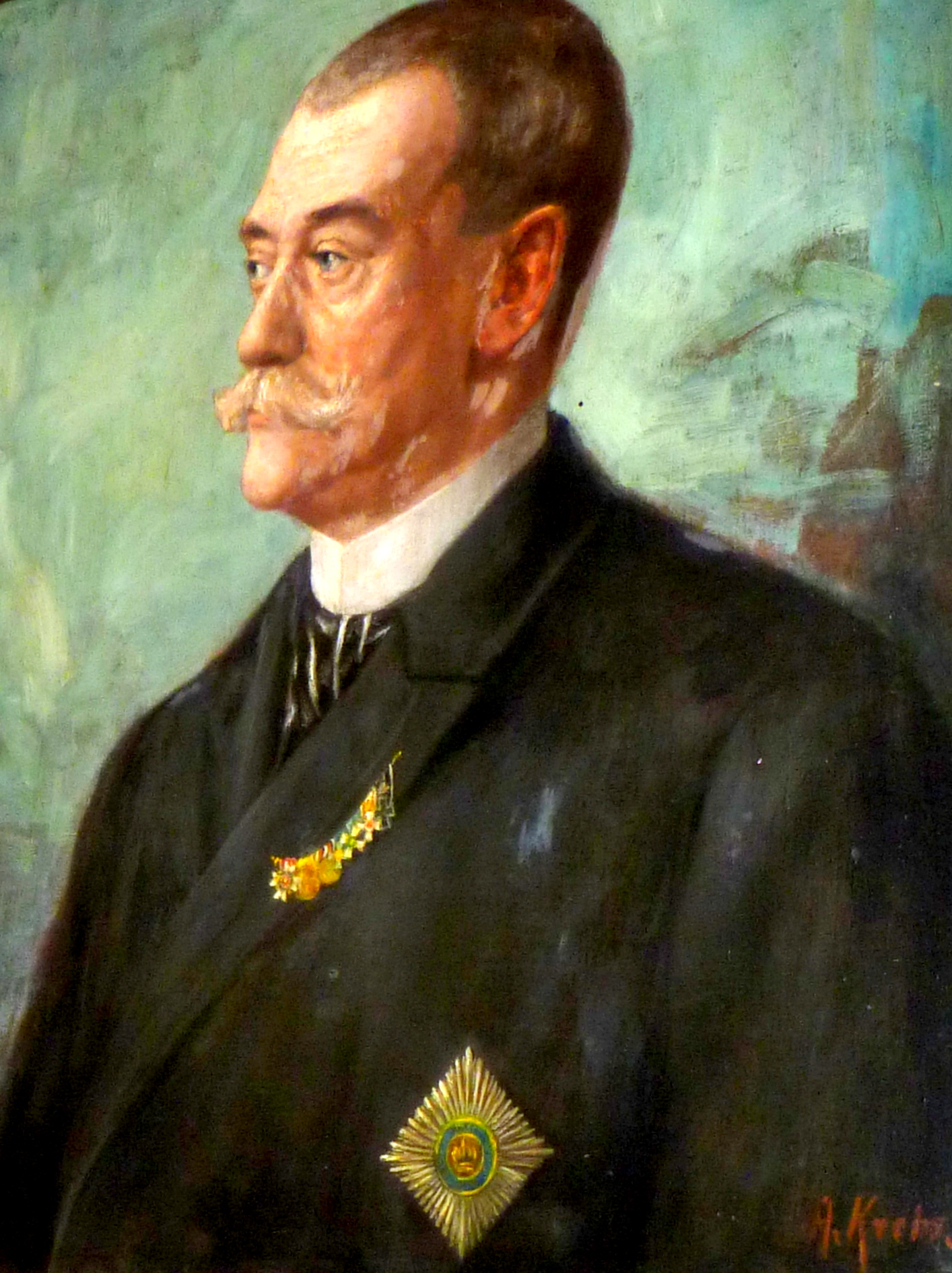
Porträt von A. Krebs

Maria Philipp Ludwig Hubert Apollinaris von Weise (geboren am 10. Juni 1828 in Köln; gestorben am 17. April 1915 in Aachen) war von 1865 bis 1875 Beigeordneter der Stadt Köln und anschließend bis 1883 Oberbürgermeister der Stadt Aachen.

## Leben

### Herkunft
Der Katholik Ludwig von Weise wuchs in Köln als Sohn des bayerischen Kavallerie-Oberst Caspar Joseph Hubert von Weise (geboren am 15. August 1764 in Arnsberg; gestorben am 18. März 1845 in Köln) und dessen Ehefrau Maria Clara von Weise, geborene Freiin von Hilgers (geboren am 10. April 1797 in Köln; gestorben am 4. April 1869 ebenda) auf. Sein Vater stand erst in herzoglich Bergischen, später königlich Bayrischen Militärdiensten, wo er zunächst im 6. Kavallerie-Regiment und zuletzt im 6. Chevaux legers diente und trat 1818, ausgezeichnet mit dem Orden der französischen Ehrenlegion als pensionierter Kavallerie-Obrist in den Ruhestand. Am 12. April 1815, Besitzer von Haus Heister bei Unkel, erhielt Caspar Joseph von Weise eine bayerische Adelsbestätigung, löste diese jedoch nicht ein. Bereits der Großvater, Ignatz Maria Anton Heinrich „von Weise“ (1732–1785), als kurkölnisch und münsterischer Hofrat und der Urgroßvater Jodocus Burchard Weise (1700–1759), als kurkölnischer Hof- und Regierungsrat, beide zu Arnsberg, standen als promovierte Juristen in höheren Verwaltungspositionen. Maria Clara von Weise, geborene Freiin von Hilgers war eine Tochter des ehemaligen Bürgermeisters der Stadt Köln, Franz Jakob Joseph Freiherr von Hilgers (1745–1821).

### Ausbildung
Ludwig von Weise war Schüler des Kölner katholischen Marzellengymnasium, welches er im Herbst 1846 mit Ablegung der Reifeprüfung verließ. Im Anschluss nahm er ein Studium der Rechtswissenschaften auf, zudem er sich zunächst in Bonn am 4. November 1846 immatrikulierte, dann aber parallel auch in den Jahren 1846 bis 1849 die Universität in Berlin besuchte. In Bonn trat Ludwig von Weise während des Wintersemesters 1846/47 der Bonner Burschenschaft Frankonia bei. Dank seiner rhetorischen Fähigkeiten spielte er vor allem in den dortigen Studentenversammlungen eine bedeutende Rolle und profilierte sich dabei als einer der führenden Köpfe der demokratischen Bewegung, neben Carl Schurz. Mit dem Ausklang des Sommersemesters 1848 nahm von Weise seinen Abschied aus der Burschenschaft. Nach Ablegung der Auskultatorprüfung am 27. September 1849 in Naumburg setzte von Weise seine Ausbildung ab dem 15. November desselben Jahres bei dem Kammergericht bzw. dem Stadtgericht Berlin fort. Zum 3. November 1851 trat er dann als Gerichtsreferendar beim Landgericht Köln in den preußischen Justizdienst ein. Mit Bestehen des zweiten Staatsexamens folgte am 4. Juli 1856 seine Ernennung zum Gerichtsassessor, wobei die Bestallung mit einem Dienstalter, also dem Zeitpunkt ab dem die Dienstzeit berechnet wird, vom 20. März 1856 erging.

### Werdegang
Nach mehrjähriger Tätigkeit am Kölner Landgericht wechselte Ludwig von Weise unter gleichzeitiger Ernennung zum Hilfsinstruktionsrichter zum 1. Juni 1864 an das Landgericht Düsseldorf. Doch blieb er dort nur vier Monate. Bereits zum 1. Oktober 1864 gelang seine Umsetzung in selber Stellung zurück an das Landgericht Köln.

#### Beigeordneter in Köln
Nur siebeneinhalb Monate darauf wurde von Weise am 18. Mai 1865 zum 3. Beigeordneten der Stadt Köln gewählt. Nach seiner Bestätigung von Seiten der Regierung konnte seine Einführung in dieses Amt am 25. August erfolgen. Zuvor hatte die Stadt Köln nur zwei Beigeordnete, ab 1876 war es möglich einen vierten besoldeten Beigeordneten zu wählen. Ludwig von Weise leitete federführend das Dezernat der Armendeputation. Bis zum Inkrafttreten des preußischen Armenpflegegesetzes vom 8. März 1871 war die Armenverwaltung eine selbständige Behörde. Sie wurde dann in die Stadtverwaltung eingegliedert, konnte dort aber ihre Selbständigkeit waren, auch gegenüber der Stadtverordnetenversammlung. Oberbürgermeister Alexander Bachem versuchte energisch, Ludwig von Weise zu einer größeren Abhängigkeit zu zwingen, drang hiermit jedoch gegenüber der Armendeputation, die von Weise den Rücken stärkte, nicht durch. Im Vorfeld der zum 29. Mai 1875 auslaufenden Amtszeit des Kölner Oberbürgermeisters Bachem bat dieser zwar am 23. Juli 1874 darum, bei der anstehenden Wahl von seiner Wiederwahl Abstand zu nehmen, was aber wohl ein eher formeller Akt war. Tatsächlich schlug die zur Wahl eingesetzte Kommission am 12. September zunächst Bachem mit 4:2 Stimmen zur Wiederwahl vor. Letztlich wiederholte Bachem jedoch am 24. September seinen Antrag um Pensionierung, dem dann stattgegeben wurde. Nach Ausschreibung der Oberbürgermeisterstelle zu einem Jahresgehalt von 15.000 Mark zuzüglich 3000 Mark für Repräsentationskosten kamen drei Kandidaten in die engere Wahl: der Geheime Regierungsrat Arnold Nieberding in Berlin, der damalige Dortmunder Oberbürgermeister Hermann Becker und Ludwig von Weise. In einer ersten Abstimmung während der Sitzung vom 15. Januar 1875 konnte noch keine Einigung auf einen Kandidaten erzielt werden. Nieberding erhielt dabei 13, Becker zehn und von Weise sieben Stimmen. Erst in der zweiten Abstimmung entfielen 17 Stimmen auf Becker und somit eine absolute Mehrheit, nur noch zwölf auf Nieberding und lediglich eine auf von Weise.

#### Oberbürgermeister in Aachen
Nachdem am 18. Januar 1875 der Aachener Oberbürgermeister Johann Contzen im Dienst gestorben war, stellte sich von Weise am 27. April erfolgreich der Wahl eines Nachfolgers. Im Nachgang zu der formellen Bestätigung seitens der Obrigkeit vom 2. Juni konnte die Amtseinführung am 1. August begangen werden. Dem vorausgegangen war das nach Romeyk „bekannteste Beispiel konsequenter Versagung der Bestätigung“ einer Wahl. Contzen hatte wegen seines Alters (75) und Kränklichkeit auf eine Wiederwahl nicht nur verzichtet, sondern starb letztlich auch vor Ablauf seiner Wahlperiode. Am 10. November 1874 wurde daher zwecks Bestimmung eines Nachfolgers eine Wahl abgehalten, bei der Wilhelm Leopold Janssen, zu dieser Zeit Landrat in Heinsberg, 16 Stimmen und der Bürgermeister von Mönchengladbach, Hermann Jakob Doetsch, zwölf Stimmen erhielt. Doch sah sich die Königlich Preußische Regierung in Aachen außerstande, höheren Orts diese Wahl zu befürworten. Wenn auch versucht wurde, die Bedenken mit Janssens Persönlichkeit zu begründen – einer gewissen rechthaberischen Art – so gilt doch zu beachten, dass sich Preußen noch inmitten des Kulturkampfs befand. So dokumentierte die Regierung: „Was uns nötigt, gegen seine Bestätigung uns auszusprechen, ist seine kirchliche Richtung.“ Janssen galt als Ultramontan, wenn auch im Vergleich zu anderen in der Überlegung befindlichen Kandidaten, wie Hermann Seul oder dem Düsseldorfer Beigeordneten Fritzen, noch als gemäßigt. Der aus der Neuwahl hervorgehende Ludwig von Weise hingegen stammte aus einer der ältesten katholischen Familien Kölns und hatte in den kirchenpolitischen Auseinandersetzungen konsequent wider den Ultramontanismus votiert und argumentiert. Seitens der Regierung wurde auch nicht davon ausgegangen, dass sich von Weise „unter den Einflüssen und im Interesse bequemeren Verkehrs in einer wesentlich ultramontan gesinnten Bevölkerung ändern werde“
Am 21. April 1876 folgte mit Allerhöchster Kabinettsorder die Verleihung des Oberbürgermeistertitels an Ludwig von Weise. Wegen eines Augenleidens reichte er bereits nach acht Jahren am 15. Oktober 1883 seinen Abschied ein. Zum 1. Dezember desselben Jahres wurde von Weise in den Ruhestand versetzt. In der Folge erblindete er gänzlich.
Während seiner Zeit als Aachener Oberbürgermeister zählte Ludwig von Weise im Jahr 1879 zu den maßgeblichen Mitbegründern des Aachener Geschichtsvereins und gehörte dem ersten Vorstand als Beisitzer an. Darüber hinaus unterstützte er maßgeblich die Errichtung und die Entwicklung des 1877 gegründeten Museumsvereins Aachen, indem er diesem 1881 den vorderen Teil der Alten Redoute Aachen in der Komphausbadstraße 11 zu Ausstellungszwecken übertrug.

#### Kandidaturen
1871 kandidierte Ludwig Weise als Angehöriger der Nationalliberalen im Wahlkreis Köln für den Reichstag, im Jahr 1876 im Wahlkreis Aachen-Eupen für den Preußischen Landtag.

## Familie
Ludwig von Weise heiratete am 2. September 1875 in Köln Caroline Marie Widenmann (geboren am 9. Februar 1838 in Düsseldorf; gestorben am 2. Februar 1900 in Aachen), eine Tochter des Geheimen Justizrats Advokat-Anwalt Christian Widenmann (geboren 25. April 1802 in Mönchengladbach; gestorben am 27. Mai 1876 in Köln) und dessen Ehefrau Maria Louise Widenmann, geborene Hannen (geboren am 1. Januar 1805; gestorben am 1. Januar 1840 in Düsseldorf). Ludwig von Weise hatte noch zwei Geschwister, die unverheiratet gebliebene Maria Franziska von Weise (1821–1886) und Daniel August von Weise (1830–1852). Letzterer starb als Königlich Preußischer Junker bei einem unglücklichen Sturz vom Pferd während eines Manövers in Koblenz. Die Ehe von Ludwig von Weise und seiner Ehefrau Marie Widenmann blieb ohne Nachkommen.

## Mitgliedschaften
- 28. November 1875 Eintritt in den Club Aachener Casino[3]